# 2006 FIFA World Cup (computerspel)
2006 FIFA World Cup is een computerspel ontwikkeld door EA Canada. Het staat in het teken van het wereldkampioenschap voetbal 2006 dat werd gehouden in Duitsland. Het spel werd in Noord-Amerika uitgebracht op 24 april 2006, in Europa op 27 april 2006.
De game werd enkele maanden uitgebracht na de release van FIFA 06: Road to FIFA World Cup, wat gezien werd als een flop.
Bij de meeste Nederlandse versies van het spel staat Arjen Robben op de cover. In Engeland is dit Frank Lampard.

## Gameplay
De speler kiest een van de 127 teams en speelt vervolgens tegen de computer of tegen andere spelers. De landen waarmee gespeeld kan worden, zijn in het hoofdmenu zichtbaar op een grote wereldkaart. Daarnaast is er na elke WK-wedstrijd een virtuele WK-krant te lezen op het scherm. In vergelijking met voorgaande games bleek schieten en passen iets moeilijker te zijn.
Met verdiende in-game-punten kunnen speciale speltypen en ook oud-spelers, zoals Ronald Koeman, worden gekocht. De speltypen variëren van bijvoorbeeld geen uit-ballen en geen buitenspel tot geen kaarten en spelen met een andere bal in plaats van een voetbal.
In tegenstelling tot FIFA 06 is bij deze game geen Nederlands commentaar van Evert ten Napel en Youri Mulder beschikbaar. De Engelstalige commentatoren zijn Martin Tyler en Andy Gray.

## Soundtracks
| Artiest                     | Nummer                                          | Land                            | DS |
| --------------------------- | ----------------------------------------------- | ------------------------------- | -- |
| Calanit                     | Sculptured (Do-Dee-Dee-Deem-Dum)                | Vlag van Israël                 | DS |
| Damien J. Carter            | What World                                      | Vlag van Duitsland              |    |
| Depeche Mode                | A Pain That I'm Used To (Jacques Lu Cont remix) | Vlag van Engeland               | DS |
| DT8 Project ft. Mory Kanté  | Narama                                          | /                               |    |
| DuSouto                     | Ie Mae Jah                                      | Vlag van Brazilië               |    |
| F4                          | La Prima Volta                                  | Vlag van Italië                 | DS |
| Fischerspooner              | Never Win                                       | Vlag van Verenigde Staten       |    |
| Frank Popp Ensemble         | Love Is On Our Side                             | Vlag van Duitsland              | DS |
| Furious Kay & Lou Valentino | People Shining                                  | Vlag van Frankrijk              |    |
| Gabin ft. China Moses       | The Other Way Around                            | /                               | DS |
| The Go! Team                | The Power Is On                                 | Vlag van Engeland               |    |
| Howard Jones                | And Do You Feel Scared (Eric Prydz remix)       | /                               |    |
| Ivy Queen                   | Cuentale                                        | Vlag van Puerto Rico            |    |
| Kes                         | The Calling                                     | Vlag van Trinidad en Tobago     |    |
| Lady Sovereign              | 9 To 5                                          | Vlag van Engeland               |    |
| Ladytron                    | Destroy Everything You Touch                    | Vlag van Engeland               |    |
| Mando Diao                  | Down In the Past (Moonbootica remix)            | /                               |    |
| Masrhon                     | Sobremasa                                       | Vlag van Dominicaanse Republiek |    |

| Artiest                                         | Nummer                            | Land                        | DS |
| ----------------------------------------------- | --------------------------------- | --------------------------- | -- |
| Mattafix                                        | Big City Life                     | Vlag van Engeland           |    |
| Maximus Dan                                     | Fighter                           | Vlag van Trinidad en Tobago | DS |
| Men, Women & Children                           | Dance In My Blood                 | Vlag van Verenigde Staten   |    |
| Nortec Collective                               | Tijuana Makes Me Happy            | Vlag van Mexico             |    |
| Ojos de Brujo                                   | Tiempo De Drumba (DJ Panko remix) | Vlag van Spanje             |    |
| Polinesia                                       | Aloha (Wari Boom)                 | Vlag van Spanje             |    |
| Die Raketen                                     | Tokyo, Tokyo                      | Vlag van Duitsland          |    |
| Resin Dogs ft. MC Mystro, MC Hau & The Pharcyde | Definition                        | /                           |    |
| Sérgio Mendes ft. The Black Eyed Peas           | Mas Que Nada                      | /                           | DS |
| Sneaky Sound System                             | Hip Hip Hooray                    | Vlag van Australië          |    |
| Stefy                                           | Chelsea                           | Vlag van Verenigde Staten   |    |
| Swami                                           | DesiRock                          | /                           |    |
| TipTop                                          | Tip Top                           | Vlag van Duitsland          |    |
| Urban Puppets                                   | Sweat                             | Vlag van Zweden             |    |
| Vanness Wu                                      | Poker Face                        | /                           |    |
| Voicst                                          | Whatever You Want From Life       | Vlag van Nederland          |    |
| Zola ft. Maduvha                                | X Girlfriend                      | Vlag van Zuid-Afrika        |    |

## Trivia
- Het land Nederland wordt naast het KNVB-logo afgebeeld met kaas, molens en tulpen.
- In de Nintendo DS-versie waren niet alle soundtracks te horen, alleen verkorte versie van de nummers die hierboven zijn aangegeven met DS.